# Zielony z niebieskim
Zielony z niebieskim – drugi album studyjny polskiego wykonawcy piosenki literackiej Jarosława Wasika, wydany w 1997 przez InterSonus Music.

## Lista utworów i twórców
| 1.  | Po prostu pragnę                                                                                    | 4:24  |
|     | - Jarosław Wasik – śpiew, słowa - Paweł Dampc – muzyka                                              |       |
| 2.  | Moknę pod oknem                                                                                     | 4:05  |
|     | - Jarosław Wasik – śpiew, słowa - Paweł Dampc – muzyka                                              |       |
| 3.  | Mleczna Droga                                                                                       | 3:37  |
|     | - Jarosław Wasik – śpiew - Dobromir Kożuch – słowa - Marek Mikulski – muzyka - Paweł Dampc – muzyka |       |
| 4.  | Wyszywanie krzyżykami                                                                               | 4:02  |
|     | - Jarosław Wasik – śpiew, słowa - Agnieszka Szczepańska-Herve – śpiew - Paweł Dampc – muzyka        |       |
| 5.  | Gonimy świt                                                                                         | 4:38  |
|     | - Jarosław Wasik – śpiew - Piotr Du Château – słowa - Paweł Dampc – muzyka                          |       |
| 6.  | Listy i listy                                                                                       | 4:25  |
|     | - Jarosław Wasik – śpiew, słowa - Katarzyna Skrzynecka – śpiew - Paweł Dampc – muzyka               |       |
| 7.  | Love story                                                                                          | 3:42  |
|     | - Jarosław Wasik – śpiew - Jonasz Kofta – słowa - Paweł Dampc – muzyka                              |       |
| 8.  | Powiedzmy głowa                                                                                     | 3:15  |
|     | - Jarosław Wasik – śpiew - Dobromir Kożuch – słowa - Paweł Dampc – muzyka                           |       |
| 9.  | Proste / krzywe                                                                                     | 5:42  |
|     | - Jarosław Wasik – śpiew, słowa - Paweł Dampc – muzyka                                              |       |
| 10. | Pełnia szczęścia                                                                                    | 3:08  |
|     | - Jarosław Wasik – śpiew - Jonasz Kofta – słowa - Paweł Dampc – muzyka                              |       |
| 11. | Przecenianie zamyślenia                                                                             | 4:46  |
|     | - Jarosław Wasik – śpiew, słowa - Paweł Dampc – muzyka                                              |       |
| 12. | Zielony z niebieskim                                                                                | 4:22  |
|     | - Jarosław Wasik – śpiew, słowa - Paweł Dampc – muzyka                                              |       |
|     | | 50:06 |
|     | |       |

## Skład zespołu[1]
- Jarosław Wasik – śpiew
- Katarzyna Skrzynecka – śpiew
- Agnieszka Szczepańska-Herve – śpiew
- Łukasz Chojnacki – gitara basowa
- Grzegorz Kopala – gitara, komputery
- Adam Mikulski – gitara klasyczna
- Maciej Muraszko – instrumenty perkusyjne
- Jacek Piskorz – fortepian